# Старый город (Барселона)
Старый город (кат. Ciutat Vella, исп. Ciudad Vieja) — административный район города Барселоны под номером 1. В составе района, который считается историческим центром города, находятся старейшие кварталы Барселоны. Старый город расположен между Средиземным морем и районом Эшампле.
В состав Старого города входят четыре подрайона (barrios):
- Готический квартал
- Барселонета
- Эль Раваль
- Сан-Пере, Санта-Катерина и Ла-Рибера, состоящий в свою очередь из кварталов:
  - Ла Рибера
  - Сан-Пере
  - Санта-Катерина